# DX-ing
 For alternative betydninger, se DX.
DX-ing, DX'ing eller DXing er en hobby, der går ud på at opfange, identificere og aflytte radiosignaler, gerne over lange afstande via radio. Udøveren af aktiviteten kaldes for lytteramatør, DX'er eller DXer, og aktiviteten kaldes at DXe, og skal ikke forveksles med radioamatør-hobbyen, der går ud på at få tovejs radiokontakt med andre radioamatører.
DX har dog flere betydninger:
- DXing er modtagelse af sendinger via radiobølger over lange afstande, og især af DXere/DX-lyttere, der lytter mest efter radiofoni-stationer.
- At "køre DX" indebærer at have en tovejsforbindelse via radiobølger over lang afstand og udføres fx af licenserede radioamatører og CB-radioamatører.

DX er en gammel telegrafisk term som betyder signal som færdes langt, blot distance, langdistance, distance ukendt, eller fjern radiosender.
De fleste DXere lytter på mellembølge og kortbølge samt på FM-båndene. I de senere år er også DXing af DAB-stationer blevet udbredt. Tv-DXing er til gengæld mindre udbredt, da næsten alle tv-stationer på bånd I er lukkede.

## Forskellige slags DXing
Mulighederne for langdistancemodtagelse afgøres af hvilken frekvens der anvendes - og bølgespredningsegenskaberne i ionosfæren eller luftspejling af radiobølger grundet inversion - kombineret med tidspunkt og sendestationens og modtagestationens position fx på jorden (eller i rummet).
På mellembølgebåndet er langdistancemodtagelse bedst i døgnets mørke timer, hvor radiostationer fra hele Europa kan opfanges i Danmark. Sen eftermiddag og aften kan radiostationer fra Mellemøsten og Asien høres, og i natte- og morgentimerne kan radiostationer fra Nord- og Latinamerika undertiden høres. Men udbredelsesforholdene varierer ikke kun afhængigt af tid på døgnet og året, men er også afhængig af solaktiviteten (solplet-tallet).
På kortbølgebåndene kan stationer fra hele verden høres. Store internationale radiofonier som f.eks. China Radio International, Radio Japan, Voice of America, BBC World Service, Radio Habana Cuba, Radio Romania International og Voice of Turkey kan høres dagligt med bl.a. udsendelser på engelsk rettet mod lyttere i udlandet, men der findes også mindre stationer fra lande som Brasilien, Etiopien, Indien og Tyskland, og nogle af disse stationer kan kun høres under gode forhold.
På FM-båndene er der mulighed for langdistancemodtagelse af især stationer fra Syd- og Østeuropa ved e-skip i sommermånederne. Tropo-forhold kan derimod opleves hele året og giver mulighed for modtagelse af stationer op til cirka 8-900 km fra Danmark.
DAB-DXing er også muligt, men kun i forbindelse med tropo-forhold.
Mange DXere forsøger at få skriftlige bekræftelser på aflytning af fjerne radiostationer ved at sende lytterrapporter til stationerne. Disse skriftlige bekræftelser kaldes QSLs.

## Historie og udbredelse
DXing opstod i radioens ungdom i 1920’erne og 1930’erne, hvor det var populært at samle på QSL-kort. Hobbyen har været udbredt i det meste af verden, og i Europa har hobbyen været særligt populær i Finland og Sverige, hvor der har været og fortsat er mange DX-klubber. I Danmark er hobbyen mindre udbredt, og der findes i dag kun én dansk klub for DXere, Dansk DX Lytter Klub.

## Modtagerudstyr
For at dyrke DX-hobbyen på mellem- og kortbølge er det bedst med særligt gode radiomodtagere (ofte kommunikationsmodtagere), der har høj følsomhed og god selektivitet, og med effektive antenner (f.eks. longwires, dipolantenner eller beverage-antenner).  Det er også vigtig, at radiomodtageren ikke påføres forstyrrelser fra nærliggende støjkilder (LED-lamper, opladere, switch mode strømforsyninger, routere, modems, fjernsyn mv.) eller at radiomodtagerens antenne er tilsluttet med et coax-kabel.
DXing på FM og DAB kræver ligeledes gode antenner (f.eks. en yagi eller en logperiodisk antenne), mens man på modtagersiden kan anvende bedre konsum-modtagere.